# Prehistoric Planet
Prehistoric Planet is een natuurdocumentaireserie over dinosauriërs die in première ging op 23 mei 2022 op de streamingdienst Apple TV+. De serie werd geproduceerd door de BBC Studios Natural History Unit met Jon Favreau als uitvoerend producent en visuele effecten door Moving Picture Company. De serie wordt gepresenteerd door David Attenborough met muziek van Hans Zimmer.
De documentaire volgt dinosauriërs die nagemaakt zijn met computer-gegenereerde beelden die over de hele wereld leefden in het late Krijt, 66 miljoen jaar geleden (Maastrichtiens). Het was bedoeld om dinosauriërs af te beelden met behulp van huidig paleontologisch onderzoek, zoals gevederde dinosauriërs. Het is de eerste grote documentaireserie over dinosauriërs die door de BBC is geproduceerd sinds Planet Dinosaur in 2011 en de derde in het algemeen (de eerste was Walking with Dinosaurs in 1999).

## Afleveringen

### Seizoen 1

#### Kusten
Een zwangere Tuarangisaurus-vrouwtje zit in de problemen en haar welp kan worden getroffen, terwijl ze de wateren verkent waar een van de dodelijkste roofdieren van de oceaan leeft. (23 mei 2022)

#### Woestijnen
Boven de woestijnen van Noord-Afrika zet een luchtgevecht een mannetje van Barbaridactylus ertoe aan om te strijden om de aandacht van de vrouwtjes op de grond. (24 mei 2022)

#### Zoetwater
Met zijn gepluimde lichaam en gigantische snavel waadt een acht ton wegende Deinocheirus door een Aziatisch drasland om te ontsnappen aan zwermen bijtende vliegen. (25 mei 2022)

#### IJswerelden
In een besneeuwd bos ontwikkelt zich een gespannen patstelling tussen twee oude rivalen, Pachyrhinosaurus en Nanuqsaurus. (26 mei 2022)

#### Bossen
De wandeling door een grot in Noord-Amerika wordt riskant wanneer een Triceratops-baby zijn moeder verliest. (27 mei 2022)

### Seizoen 2

#### Eilanden
Op een klein eiland vindt een monumentale vertoning plaats als de gigantische Hatzegopteryx zijn zachtere kant laat zien om een partner te versieren. (22 mei 2023)

#### Woestenij
Terwijl ze door een brandende woestijn sjokken, vinden twee jonge Tarchia verlichting in een oase en ontmoeten ze een volwassene die twee keer zo groot is, klaar om aanspraak te maken. (23 mei 2023)

#### Moerassen
In een door droogte geteisterd bassin waar veel is vergaan, verdedigt een oude Pachycephalosaurus-stier zijn leiderschap tegen een jonge uitdager. (24 mei 2023)

#### Oceanen
Diep onder het wateroppervlak ligt 's werelds grootste roofdier, de Mosasaurus, op de loer om nietsvermoedende prooien in een hinderlaag te lokken. (25 mei 2023)

#### Noord-Amerika
Er zijn er niet veel die het grootste roofdier van Noord-Amerika, T. rex, kunnen intimideren, wiens grootte en beet een dodelijke combinatie vormen, behalve een gigantische gevleugelde vijand. (26 mei 2023)

## Ontvangst
Op Rotten Tomatoes heeft Prehistoric Planet een waarde van 100% en een gemiddelde score van 8,50/10, gebaseerd op 17 recensies.